# Sadik Mikhou
Alsadik Mikhou dit Sadik Mikhou (né le 25 juillet 1990) est un athlète marocain naturalisé bahreïni en 2015, spécialiste des épreuves de demi-fond.

## Biographie
Il se révèle en 2017 en remportant le 1 500 m des Jeux de la solidarité islamique, à Bakou, en 3 min 36 s 64. Il porte son record à 3 min 32 s 32 le 5 juin à Prague, puis à 3 min 31 s 34 le 11 juin lors des FBK-Games à Hengelo, établissant la meilleure performance mondiale de l'année.
Le 20 septembre 2018, il est suspendu pour dopage.
Le 8 août 2021, à la suite d'un contrôle effectué six jours plus tôt, il est de nouveau suspendu à titre provisoire pour avoir reçu une transfusion sanguine.

## Palmarès
| Date | Compétition                     | Lieu    | Résultat | Épreuve | Temps         |
| ---- | ------------------------------- | ------- | -------- | ------- | ------------- |
| 2017 | Jeux de la solidarité islamique | Bakou   | 1er      | 1 500 m | 3 min 36 s 64 |
| 2017 | Championnats du monde           | Londres | 6e       | 1 500 m | 3 min 35 s 81 |
| 2018 | Coupe continentale              | Ostrava |          | 1 500 m |               |

## Records
| Épreuve | Performance   | Lieu    | Date         |
| ------- | ------------- | ------- | ------------ |
| 1 500 m | 3 min 31 s 34 | Hengelo | 11 juin 2017 |